# Lucia Annunziata
Lucia Annunziata (née le 8 août 1950 à Sarno) est une journaliste de télévision italienne et députée européenne en juin 2024. 

## Biographie
Lucia Annunziata a été présidente du groupe audiovisuel public Rai du 13 mars 2003 au 4 mai 2004.
Elle est récompensée de plusieurs prix, dont le prix Premiolino, plus haute distinction italienne en matière de journalisme, et le prix Saint-Vincent du journalisme.
En 2024, elle se présente aux élections européennes sur la liste du Parti Démocrate et est élue députée européenne le 9 juin,.